# Johannes van Esschen
Johannes van Esschen, auch Jan van Esch (* um 1485 vermutlich in „Essen“ oder „Zeeland“; † 1. Juli 1523 in Brüssel), war gemeinsam mit Hendrik Vos der erste Märtyrer der Reformation.

## Leben
Van Esschen wurde 1508 in der Diözese Utrecht zum Priester geweiht. Er gehörte dem Augustiner-Orden in Antwerpen an. Als Johannes de Essendia war er unter den sieben Mönchen, die 1514 zusammen mit Prior Johannes van Mechelen von Osbach (Orsbeck) genannt de Rathem (aus Ratheim) dort ein neues Kloster an der heutigen Sint-Andrieskerk bezogen. Im November 1518 war er im Auftrag des Generalvikars der deutschen Observanten-Kongregation des Augustinerordens Johann von Staupitz, der mit der Kongregation im Streit lag, in Rom. Nach einer Mitteilung von Cyriacus Spangenberg hielt sich der angeblich „kaum 30 Jahre alte“ Esschen zusammen mit Vos 1521 einige Zeit im Augustinereremiten-Kloster Eisleben auf und kehrt später nach Antwerpen zurück.
Nachdem der Antwerpener Propst Heinrich von Zütphen am 29. September 1522 wegen reformatorischer Predigt verhaftet worden war, wurden in Oktober mehrere Augustiner auf Anordnung der habsburgischen Statthalterin Margarete von Österreich inhaftiert. Unter ihnen war Johann van Esschen, der während seiner Gefangenschaft auf Schloss Vilvoorde mit Thomas Müntzer korrespondierte. Das neue Antwerpener Augustiner-Kloster wurde mit Zustimmung von Kaiser Karl V. im Januar 1523 größtenteils niedergerissen.
Das Inquisitionsverfahren gegen Hendrik Vos und Johannes van Esschen führten der Brabanter Rat und General-Inquisitor Frans van der Hulst († 1530), Nicolaas Baechem van Egmont (1462–1526), Jakob van Hoogstraten, die Professoren Godschalk Rosemont (* um 1483; † 1526) van Eindhoven, Jacques Masson (Jacobus Latomus) und Ruard Tapper (1487–1559) der Universität Löwen und der Karmeliter-Prior Jan Pascha († 1539) aus Mechelen. Johannes van Esschen und Hendrik Vos blieben bei ihrer Überzeugung und wurden zum Feuertod auf dem Scheiterhaufen verurteilt. Das Urteil wurde am 1. Juli 1523 in Brüssel nach vorheriger „Degradation“ (entweyhung) der beiden Priester durch Adriaan Aernoult OCarm († 1536) de Brugis, den Weihbischof von Cambrai und Titularbischof von Rhosus, auf dem Grote Markt vollstreckt.
Ein dritter inhaftierter Augustinermönch, Lambert van Thorn, über dessen Hinrichtung – vier Tage später – zunächst Gerüchte kursierten, starb 1528 im Brüsseler Gefängnis oder wurde dort „heimlich getötet (in carcerem … clam interfectus)“.

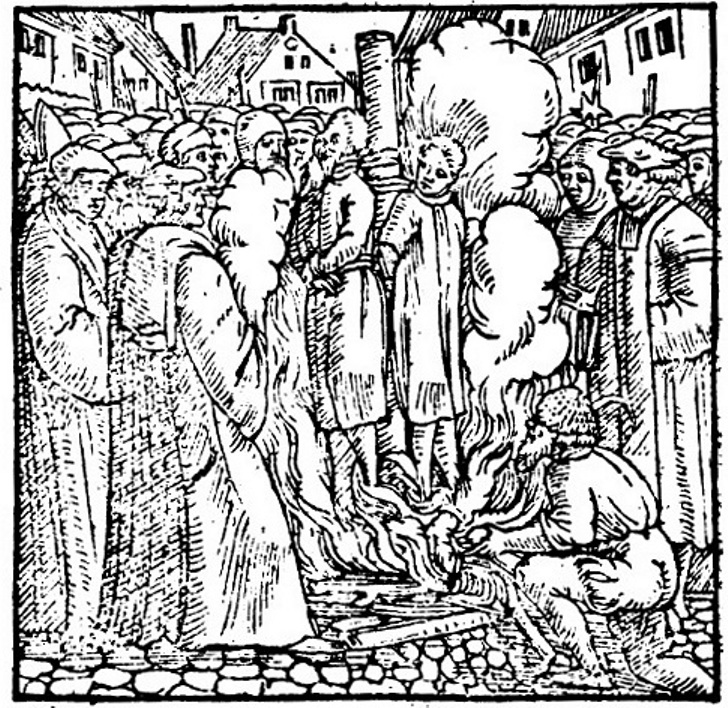
Hendrik Vos und Johannes van Esschen am 1. Juli 1523

Als Martin Luther von der Hinrichtung der beiden Augustiner erfuhr, dichtete er Ein neues Lied wir heben an.

## Gedenktag
1. Juli im Evangelischen Namenkalender.

## Werke
- Johan van den Esschen an Thomas Müntzer, [Schloß Vilvoorde, Oktober / November 1522]. In:
  - Heinrich Böhmer, Paul Kirn (Hrsg.): Thomas Müntzers Briefwechsel. Aufgrund der Handschriften und ältesten Vorlagen. Teubner, Leipzig 1931, Nr. 34, S. 36f[11]
  - Helmut Müller (Bearb.): Thomas Müntzers Briefwechsel. Lichtdrucke. Röder, Leipzig 1953, Tf. 30
  - Paul Kirn, Günther Franz (Hrsg.): Thomas Münzer Schriften und Briefe. Kritische Gesamtausgabe. (Quellen und Forschungen zur Reformationsgeschichte 33). Mohn, Gütersloh 1968, Nr. 34, S. 383f (Google-Books; eingeschränkte Vorschau).
  - Siegfried Bräuer, Manfred Kobuch (Bearb.): Thomas Müntzer Briefwechsel. (Thomas Müntzer-Ausgabe 2). Verlag der Sächsischen Akademie der Wissenschaften / Evangelische Verlagsanstalt, Leipzig 2010, Nr. 52, S. 146–150 (Google-Books; eingeschränkte Vorschau)